# Kingsley Ehizibue
Kingsley Osezele Ehizibue [æ:si:bu:æ] (* 25. Mai 1995 in München, Deutschland) ist ein niederländisch-nigerianischer Fußballspieler, der in Italien bei Udinese Calcio unter Vertrag steht. Er wird hauptsächlich als rechter Verteidiger eingesetzt und ist ehemaliger niederländischer Nachwuchsnationalspieler.

## Karriere

### Anfänge in den Niederlanden
Kingsley Ehizibue wurde in München als Sohn nigerianischer Eltern geboren. Die Familie zog ins niederländische Zwolle, als Kingsley zwei Jahre alt war.
Mit dem Fußballspielen begann Ehizibue beim lokalen Amateurklub CSV ’28, anschließend wurde er im Nachwuchsleistungszentrum des Erstligisten PEC Zwolle aufgenommen und bis zum Alter von 19 Jahren ausgebildet. Bereits als Siebzehnjähriger durfte er erstmals in der später aufgelösten Reserveliga Beloften Eredivisie für Jong PEC, die zweite Mannschaft Zwolles, spielen.
Im Pokalspiel gegen die HHC Hardenberg im Oktober 2014 (6:1) stand der Verteidiger dann nach einer Einwechslung zum ersten Mal im Herrenbereich auf dem Feld; die Mannschaft kam bis ins Endspiel, verlor dies aber mit 0:2 gegen den FC Groningen. Ab der Saison 2016/17 gehörte er fest zum Kader der ersten Mannschaft und wurde in der Folge zum Stammspieler. Insgesamt absolvierte der Defensivspieler 122 Erstligapartien für die PEC.

### Wechsel nach Deutschland
Zur Bundesligasaison 2019/20 unterschrieb Ehizibue einen Vierjahresvertrag beim deutschen Erstligaaufsteiger 1. FC Köln. Am 2. Februar 2020 erzielte er beim 4:0-Sieg gegen den SC Freiburg sein erstes Tor für den Verein. Insgesamt bestritt er 69 Ligaspiele für Köln mit einem geschossenen Tor, ein Spiel in der Relegation, fünf Pokalspiele und ein Qualifikationsspiel zur Conference League.
Ende August 2022 wechselte er zum italienischen Erstligisten Udinese Calcio und unterschrieb dort einen Vertrag bis Juni 2026 mit der Option der Verlängerung um ein weiteres Jahr.

## Nationalmannschaft
Der Abwehrspieler spielte im März 2016 unter Cheftrainer Fred Grim einmal für die U21 der Niederlande.
Nationaltrainer Gernot Rohr nominierte den Verteidiger Anfang März 2020 für das Ende des Monats stattfindende Qualifikationsspiel der A-Auswahl Nigerias zum Afrika-Cup 2021 gegen Sierra Leone. Aufgrund der COVID-19-Pandemie wurde diese Begegnung jedoch abgesagt und dann zu einem späteren Termin neu angesetzt. Für diesen Termin wurde Ehizibue nicht mehr nominiert.